# Río Bec
Río Bec ist der Name einer präkolumbischen Maya-Ruinenstätte im mexikanischen Bundesstaat Campeche und gleichzeitig auch der Name eines lokalen Baustils (Rio-Bec-Stil), der in der Umgebung typisch ist. Die Koordinaten gelten für den Fundort Río Bec B.

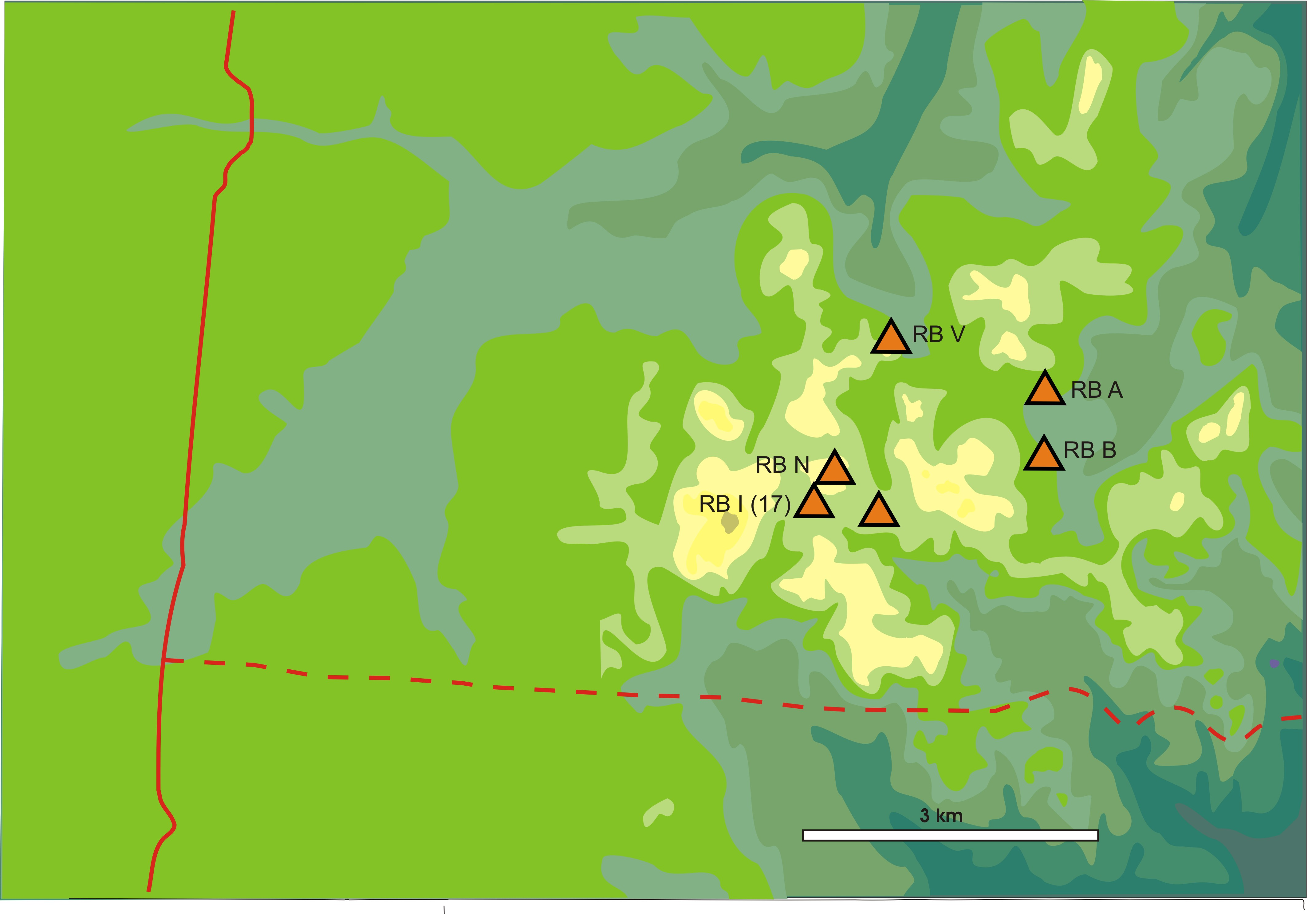
Karte der wichtigsten Fundorte in Río Bec

## Forschungsgeschichte

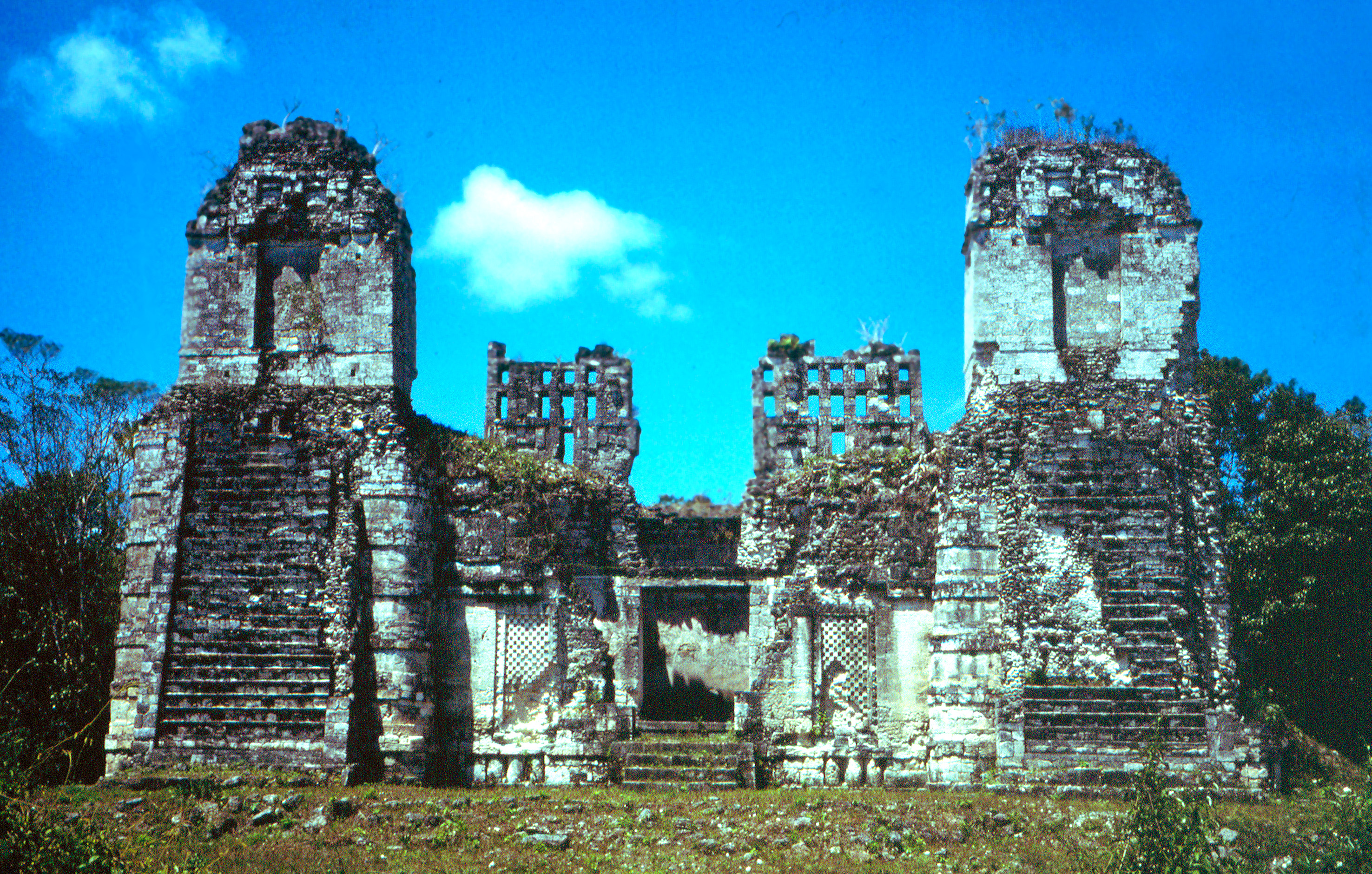
Río Bec B

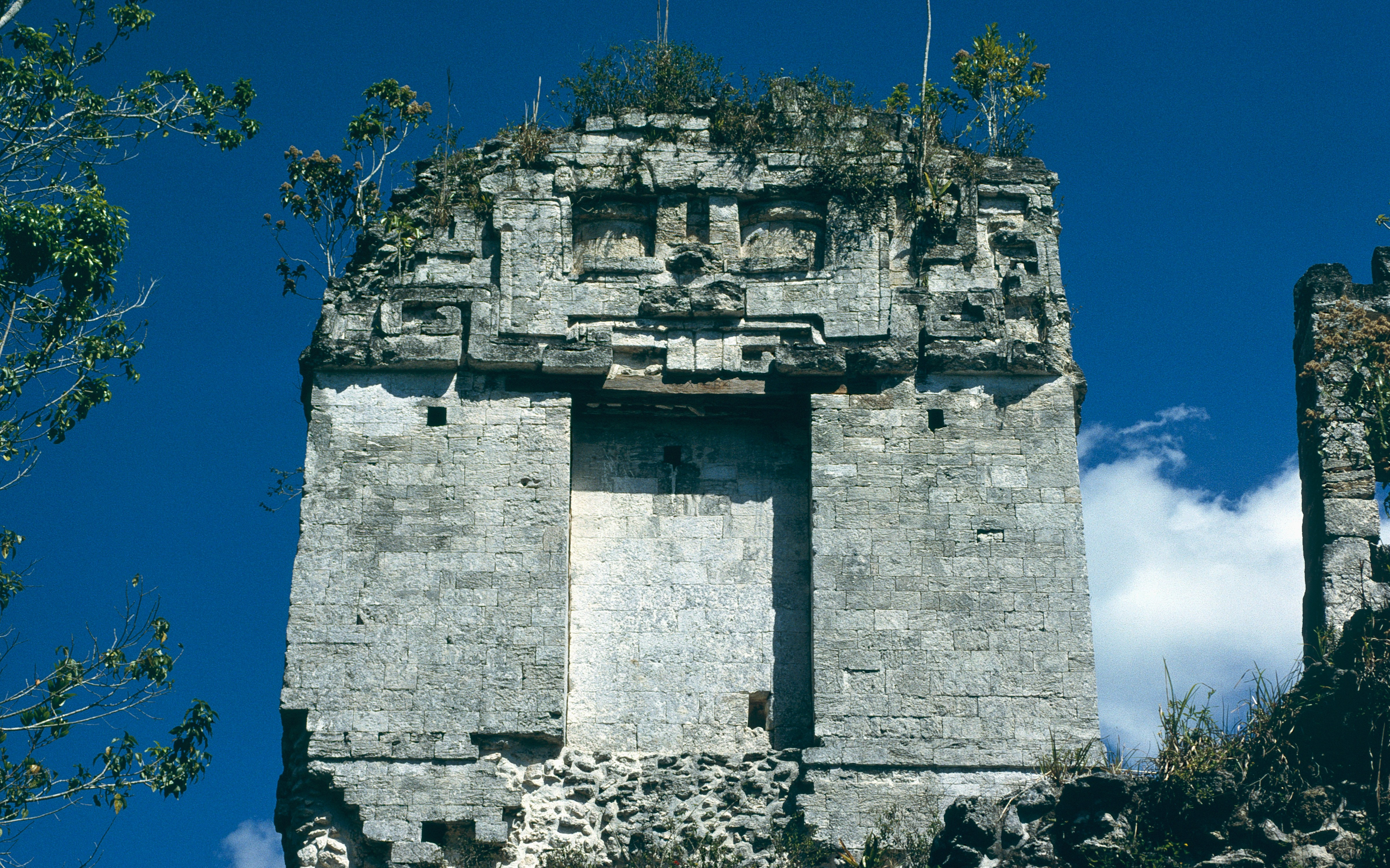
Río Bec B, Scheintempel auf der Sitze des westlichen Turms

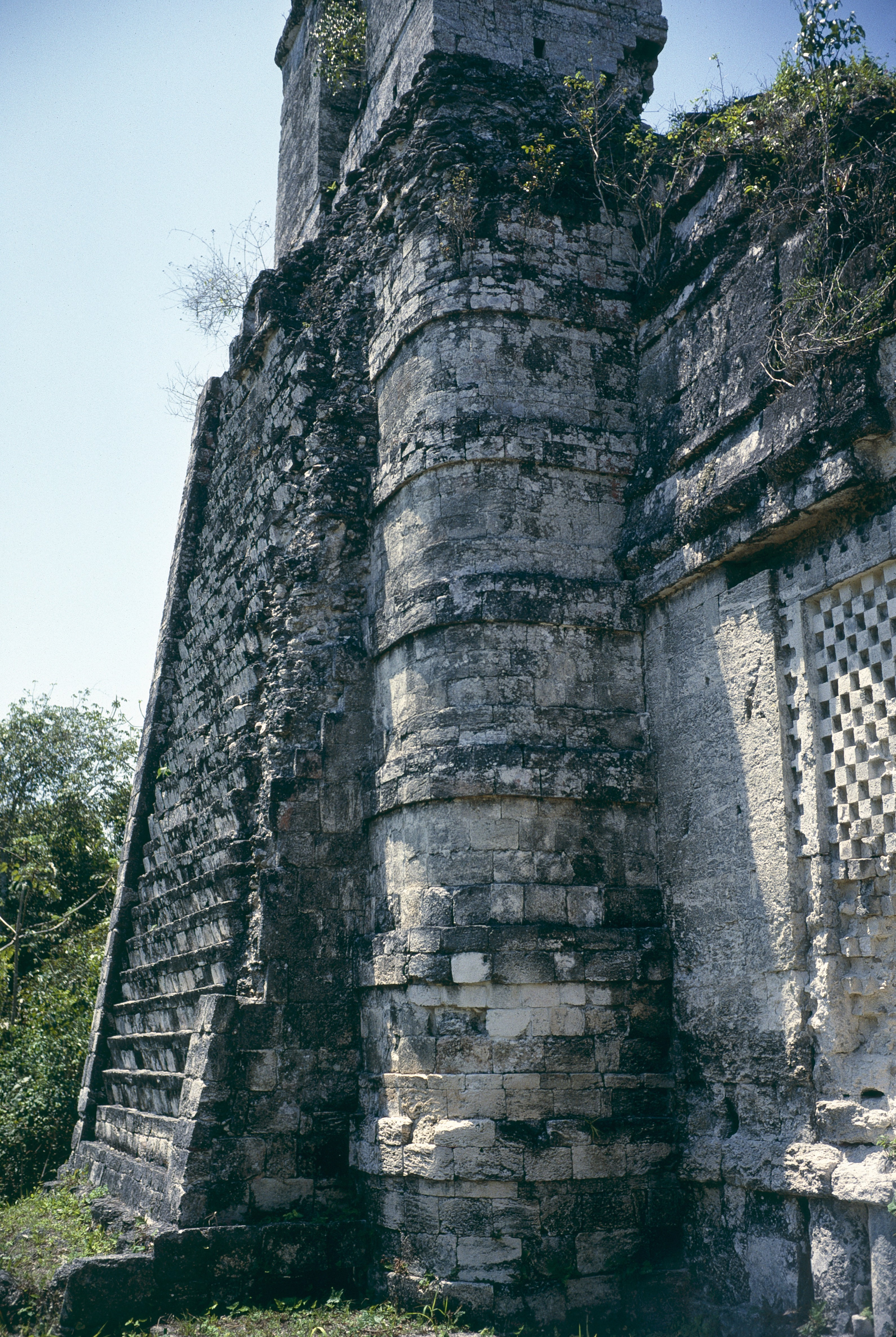
Río Bec B, Treppe am westlichen Turm

Als erste Gruppe von Río Bec wurde Río Bec A 1895 durch Karl Sapper besucht und beschrieben, wenngleich unter dem Namen Ixtinta. Er berichtete dem gleichzeitig in dieser Region reisenden Teobert Maler, der allerdings unverrichteter Dinge umkehren musste, aber den Ort nach verschiedenen Informanten erstmals als Río Bec nennt. Im Jahre 1907 besuchte Graf Maurice Perigny die Region und beschrieb dieselbe Ruine in einer Veröffentlichung, die ihm die Ehre des Entdeckers eintrug. Für seine unveröffentlichte Dissertation von 1913 an der Harvard University beschrieb R. E. Merwin diese und weitere, vor allem weiter östlich gelegene Ruinen von Río Bec. Durch ihn wurde insbesondere das gut erhaltene Río Bec B bekannt, das aber trotz zahlreicher Versuche in dem dicht bewaldeten hügeligen Gelände erst 1972 wieder aufgefunden werden konnte. Bei verschiedenen Expeditionen, besonders durch Karl Ruppert und John H. Denison waren inzwischen weitere Gruppen entdeckt worden, wobei bereits bekannte Gruppen nicht immer als solche erkannt wurden. Diese Situation führte auch zu den verwirrenden Bezeichnungen. Erste Grabungen (in den Gruppen Río Bec A und B) und detaillierte Ruinenaufnahmen wurden ab ca. 2003 durch die französische archäologische Mission in Mesoamerika durchgeführt.

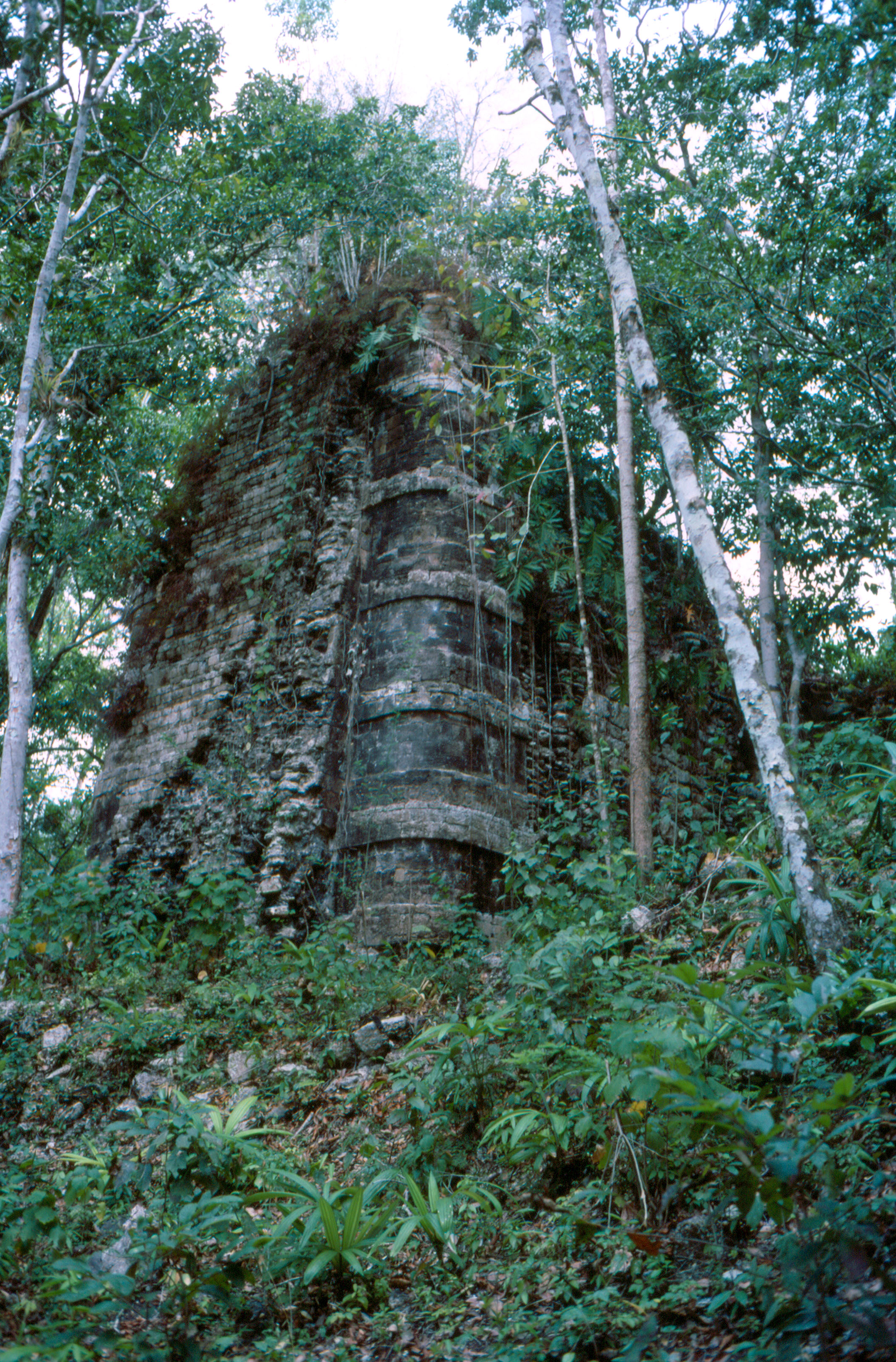
Río Bec A

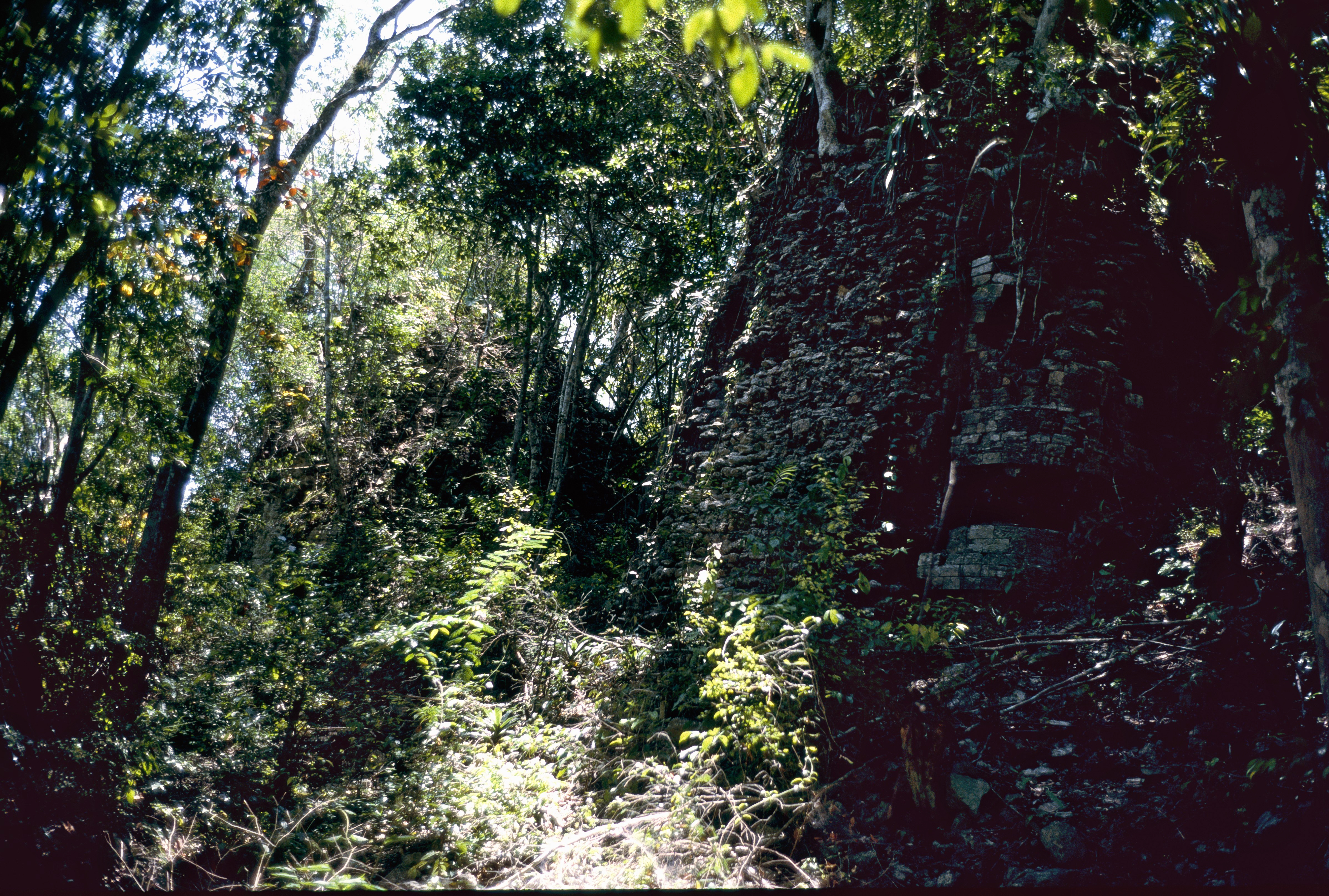
Die beiden massiven Türme von Río Bec I

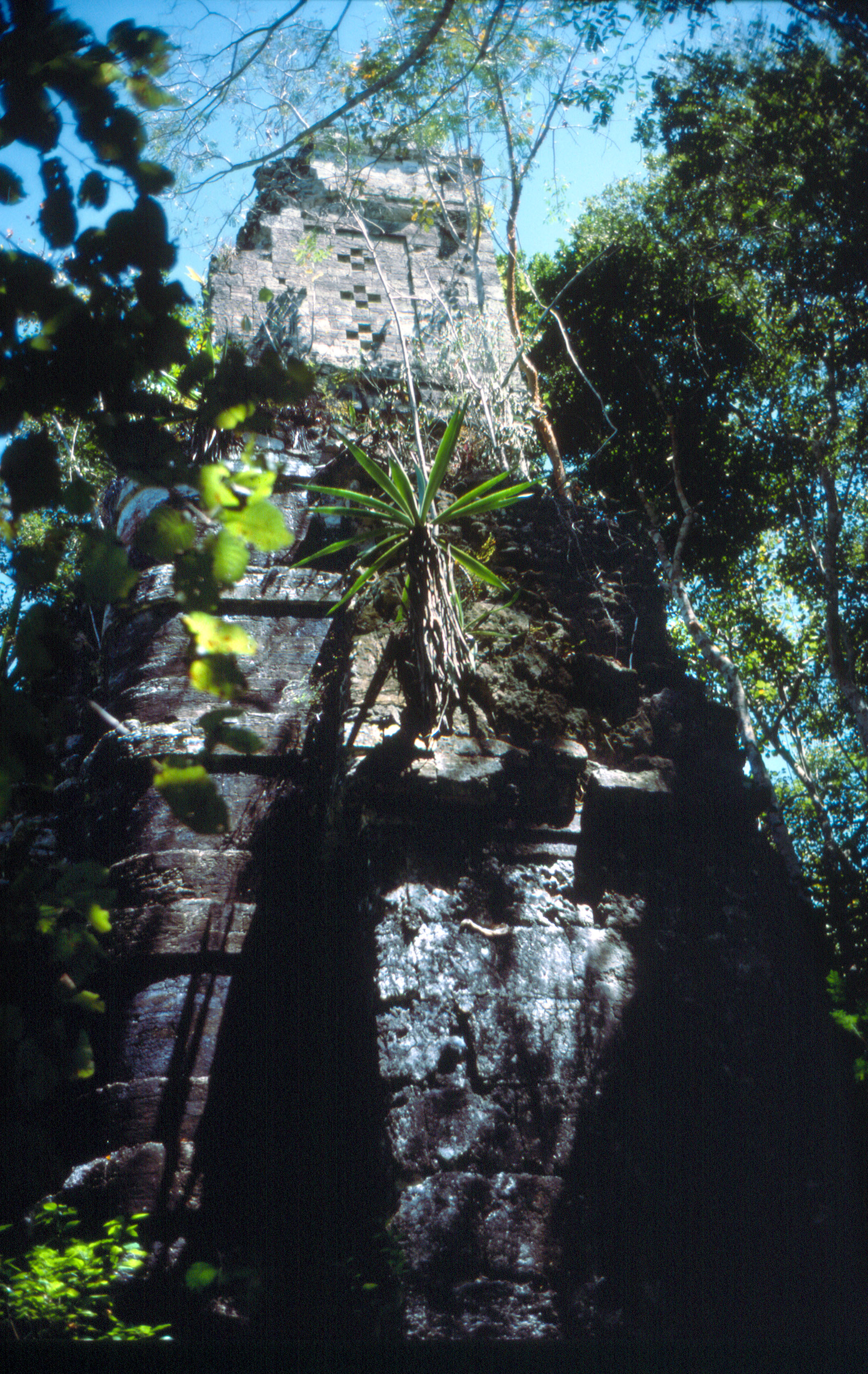
Río Bec N

## Kennzeichen
Río Bec war keine geschlossene Siedlung, sondern eine über eine mehr als 100 km² verstreute Ansammlung von relativ kleinen Gebäudegruppen, die zumeist auf höherem Gelände gelegen um wenig klar definierte Höfe angeordnet waren. Am bemerkenswertesten sind palastartige Gebäude, die von hohen massiven Türmen überragt werden, zu denen Scheintreppen hinaufführen, die wegen ihrer Steilheit nicht begehbar sind. Ebenso handelt es sich bei den kleinen Gebäuden an der Spitze dieser Türme nur um Scheingebäude ohne Innenraum, der Eingang ist vielmehr nur eine flache Nische. Die Türme sind gestuft, wobei am oberen Rand jeder Stufe ein leicht vorkragendes Gesims zu sehen ist. Die Ecken der Türme sind deutlich abgerundet. Für Río Bec B wurde die Vermutung geäußert, dass die Türme etwas später an das bereits fertige Gebäude angefügt wurden.
Besonderes Kennzeichen ist die hervorragende Steinbearbeitung. Die kleinen Verkleidungssteine sind in einer der exakt eingehaltenen Lagen immer gleich hoch, sie sind so präzise gearbeitet, dass zwischen ihnen nur eine minimale Fuge bleibt.
Zweites Charakteristikum sind die zentralen Eingänge in den Palast, die als Schlangenmaul gestaltet sind, wobei man über eine breite Plattform, die das vorgeschobene Unterkiefer mit aufrecht stehenden Zähnen darstellt, in den als Rachen dargestellten Eingang kommt. Andere Eingänge sind seitlich von etwas eingetieften Feldern mit Schachbrettmuster begleitet. Häufig sind auch flache Kaskaden von Masken zu finden. Typisch sind ferner die im Inneren von vielen Türmen, aber auch in den niedrigeren Gebäuden zu findenden, engen Treppen, die einen von außen schwer einsehbaren Zugang auf das Dachniveau oder höhere Gebäudeteile gewährten. In einigen Fällen, so in der Gruppe B, ist noch ein durchbrochener Dachkamm erhalten.

## Datierung
Obwohl in den verschiedenen Gruppen von Río Bec eine Reihe von Stelen mit Inschriften aufgefunden wurden, ist eine Lesung wegen des schlechten Erhaltungszustandes nur in ganz seltenen Fällen möglich:
| Monument                      | Datum (jul. Kalender) | Lange Rechnung |
| ----------------------------- | --------------------- | -------------- |
| Río Bec Stela 3               | 14.5.476              | 9.2.0.0.0      |
| Río Bec Kajtún Dzibil Stele 6 | 11.9.795              | 9.18.5.0.0     |

## Zugang
Die verschiedenen Gruppen von Río Bec liegen in einem Naturschutzgebiet. Sie sind entweder nur mit geländegängigem Fahrzeug oder zu Fuß und immer nur mit Führer zu erreichen. Ausgangspunkt ist der kleine Ort Veinte de Noviembre (östlich von Xpujil südlich der Hauptstraße MEX 186).